# Pteraclis aesticola
Pteraclis aesticola es una especie de peces de la familia Bramidae en el orden de los Perciformes.

## Morfología
• Los machos pueden llegar alcanzar los 61 cm de longitud total.

## Distribución geográfica
Se encuentra en el Japón y, raramente, en California.